# Листопад (фільм, 1966)
«Листопад» (рос. «Листопад») — грузинський радянський художній фільм 1966 року, перший повнометражний фільм грузинсько-французького кінорежисера Отара Іоселіані.

## Сюжет
«Автор початкового тексту сценарію — колишній інженер, згодом волею долі закінчивший курси сценаристів, вигадав історію про молодого інженера, назвавши її "Знайомі обличчя". Виробничий конфлікт: на заводі виготовлялися трансформатори, молодий фахівець вигадав верстат для зачистки від задирок пластин до сердцевин цих трансформаторів. Для впровадження своєї новації він вступив у конфлікт з ретроградами: наради, експертизи, вороги нововведень тощо. На тлі цього відбувалося особисте життя одержимого прогресивною ідеєю героя: мама, сестра Ірина, родинна злагода і підтримка. А його звали — Леван. Мій асистент Лалі Мжавія, переглянувши перелік фабрик й заводів, які я запропонував авторові тексту, щоб знайти який-небудь спосіб позбавитися від трансформаторів, зупинилася на виноробах. Це величезні бочки, це духовно, це можна пити, це культура і, плюс до всього, давня. І ми, при особистому спостереженні А. Чичинадзе, написали так званий проект фільму. Перше, що я собі дозволив — змінити ім'я Леван на Ніко. Як заведено, автори завжди упевнені, що їх сценарій спотворений у відзнятому фільмі. Фільм заборонили. Відповідальним за промах був я один. Так мені і треба. Після цього я не чіпаю чужих текстів і беру відповідальність повністю на себе — так простіше.»

## Актори
- Рамаз Джіорджобіані (англ. Ramaz Giorgobiani) — Ніко
- Гогі Харабадзе (англ. Gogi Kharabadze) — Отарі
- Марина Картсівадзе (англ. Marina Kartsivadze) — Марина
- Олександр Оміадзе (англ. A. Omiadze) — Директор винного заводу
- Баадур Цуладзе (англ. Baadur Tsuladze) — Арчілі
- Тенгіз Даушвілі (англ. Tengiz Daushvili) — Нодарі
- Бухуті Закаріадзе (англ. Bukhuti Zaqariadze) — Іло
- Акакій Кванталіані (англ. Akaki Kvantaliani) — Давіті
- Додо Абашидзе (англ. Dodo Abashidze) — Резо
- Отар Зауташвілі (англ. O. Zautashvili) — Шота
- Йосип Гогічаішвілі (англ. Ioseb Gogichaishvili) — Бондо

## Нагороди
- Нагорода ФІПРЕССІ на Каннському кінофестивалі і нагорода Жоржа Садуля за найкращий дебют.